# トム・フレイシュマン

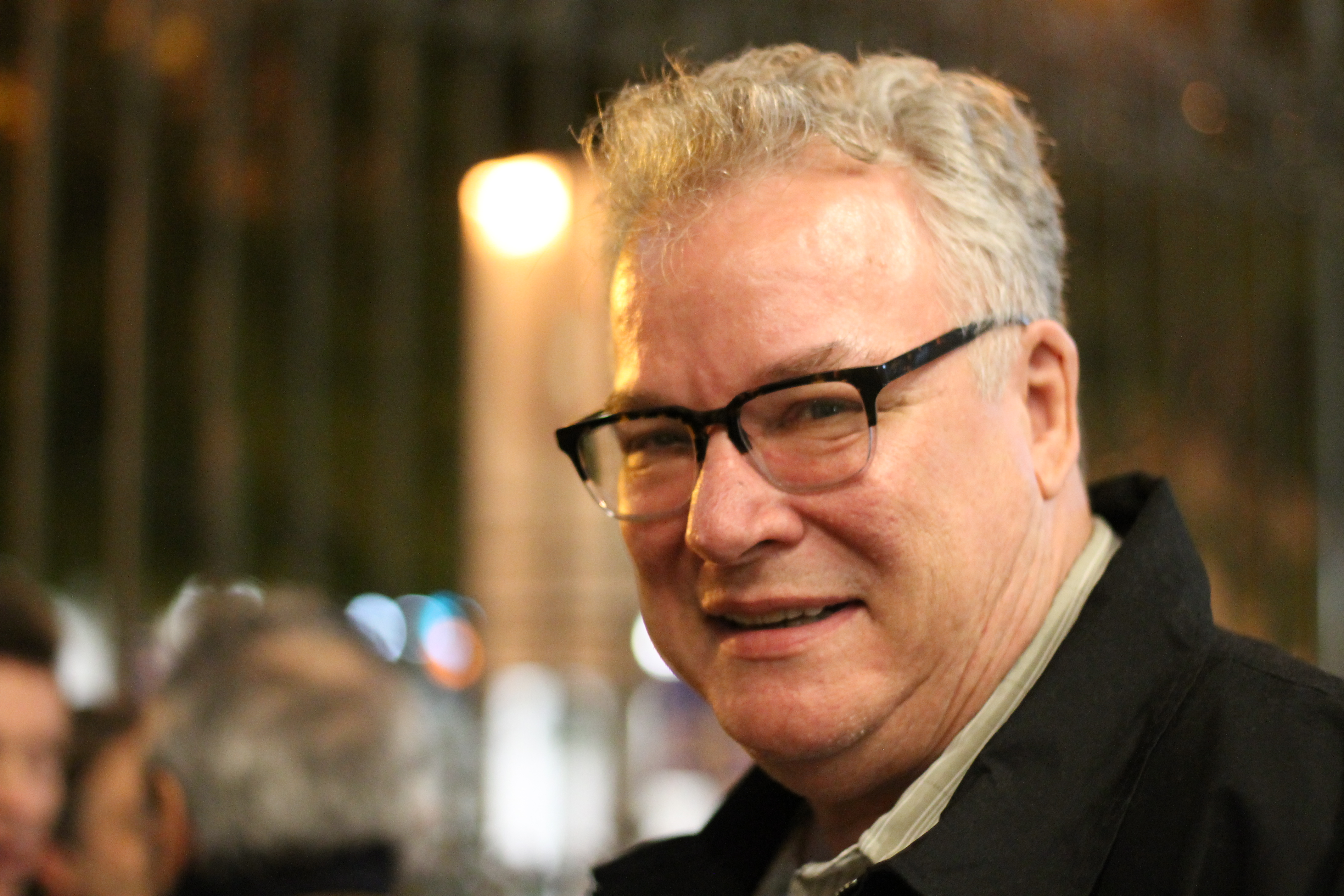
トム・フレイシュマン

トム・フレイシュマン（Tom Fleischman, 1951年9月15日 - ）は、アメリカ合衆国のサウンド・エンジニアである。母は編集技師のデデ・アレン、父はドキュメンタリーのプロデューサー・監督・脚本家のステファン・フレイシュマンである。『ヒューゴの不思議な発明』（2011年）によりアカデミー賞録音賞を獲得し、また『レッズ』（1982年）、『羊たちの沈黙』（1992年）、『ギャング・オブ・ニューヨーク』（2003年）、『アビエイター』（2004年）でもノミネートされている。

## 受賞とノミネート
| 賞               | 年   | 部門   | 作品名                       | 結果       |
| ---------------- | ---- | ------ | ---------------------------- | ---------- |
| アカデミー賞     | 1981 | 録音賞 | レッズ                       | ノミネート |
| アカデミー賞     | 1991 | 録音賞 | 羊たちの沈黙                 | ノミネート |
| アカデミー賞     | 2002 | 録音賞 | ギャング・オブ・ニューヨーク | ノミネート |
| アカデミー賞     | 2004 | 録音賞 | アビエイター                 | ノミネート |
| アカデミー賞     | 2011 | 録音賞 | ヒューゴの不思議な発明       | 受賞       |
| 英国アカデミー賞 | 1991 | 音響賞 | 羊たちの沈黙                 | ノミネート |
| 英国アカデミー賞 | 2002 | 音響賞 | ギャング・オブ・ニューヨーク | ノミネート |
| 英国アカデミー賞 | 2004 | 音響賞 | アビエイター                 | ノミネート |
| 英国アカデミー賞 | 2011 | 音響賞 | ヒューゴの不思議な発明       | 受賞       |